# Supachai Panitchpakdi
Supachai Panitchpakdi (Bangkok, 30 maggio 1946) è un politico thailandese, vice primo ministro della Thailandia dal 14 novembre 1997 al 9 novembre 2000 e Direttore Generale dell’Organizzazione mondiale del commercio dal 1º settembre 2002 al 1º settembre 2005.

## Biografia
Nel 1973 consegue il master in Econometria all'Università Erasmus di Rotterdam. È sposato ed ha due figli.

## Carriera politica
Nel 1986 viene nominato viceministro delle Finanze ma a seguito dello scioglimento del parlamento, avvenuto due anni più tardi, pone fine alla propria carriera politica per divenire presidente della Banca Thailandese. Nel 1992 torna in politica e viene eletto vice Primo Ministro.
Nel 2002 è eletto direttore generale del WTO, con sede a Ginevra, carica che manterrà sino al 2005. Il 1º settembre 2005, terminata la carica di direttore generale, diviene segretario generale per la UNCTAD fino al 30 agosto 2013.